# 오노하라역
오노하라역(일본어: 大野原駅, おおのはらえき)은 일본 사이타마현 지치부시에 있는 지치부 철도 지치부 본선의 역이다.

## 역 구조
혼합식 승강장 2면 3선의 지상역으로 업무 위탁역이다(관리역: 지치부 역).
역사는 서쪽의 1번 선 쪽에 있고, 2번 선과 과거 3번 선의 섬식 승강장에는 구내 건널목에서 연결된다. 3번 선에 해당하는 철로는 현재 하행 본선에서 갈라진 부분과 합류한 곳에서 중단되었으며 열차가 발착할 수 없다.
역무원 근무 시간은 평일 7:00 ~ 20:00, 주말은 7:00 ~ 19:00이다. 화장실은 개찰 내에 있는 다목적 화장실 병설의 수세식 변소이다.

### 승강장
| 1 | ■ 지치부 선 | 나가토로・요리이・구마가야・교다시・하뉴 방면                            |
| 2 | ■ 지치부 선 | 지치부・미쓰미네구치・ ■지치부 선 직통 한노・도코로자와・이케부쿠로 방면 |

## 역 주변
- 아라카와강
  - 지치부 다리
- 국도 제140호선
- 국도 제299호선
- 사이타마 현도 207호 오노하라 정차장선
- 지치부 오노하라 우체국
- 하라카시노 출장소(소방서)
- 사이타마 현립 지치부 농공과학 고등학교
- 사이타마 현립 지치부 특별지원학교
- 아타고 신사
- 성지 공원
- 에디온 지치부점
- 야오코 지치부 오노하라점
- 마쓰모토 기요시 지치부 오노하라점

## 역사
- 1914년 10월 27일: 영업 개시.

## 사진

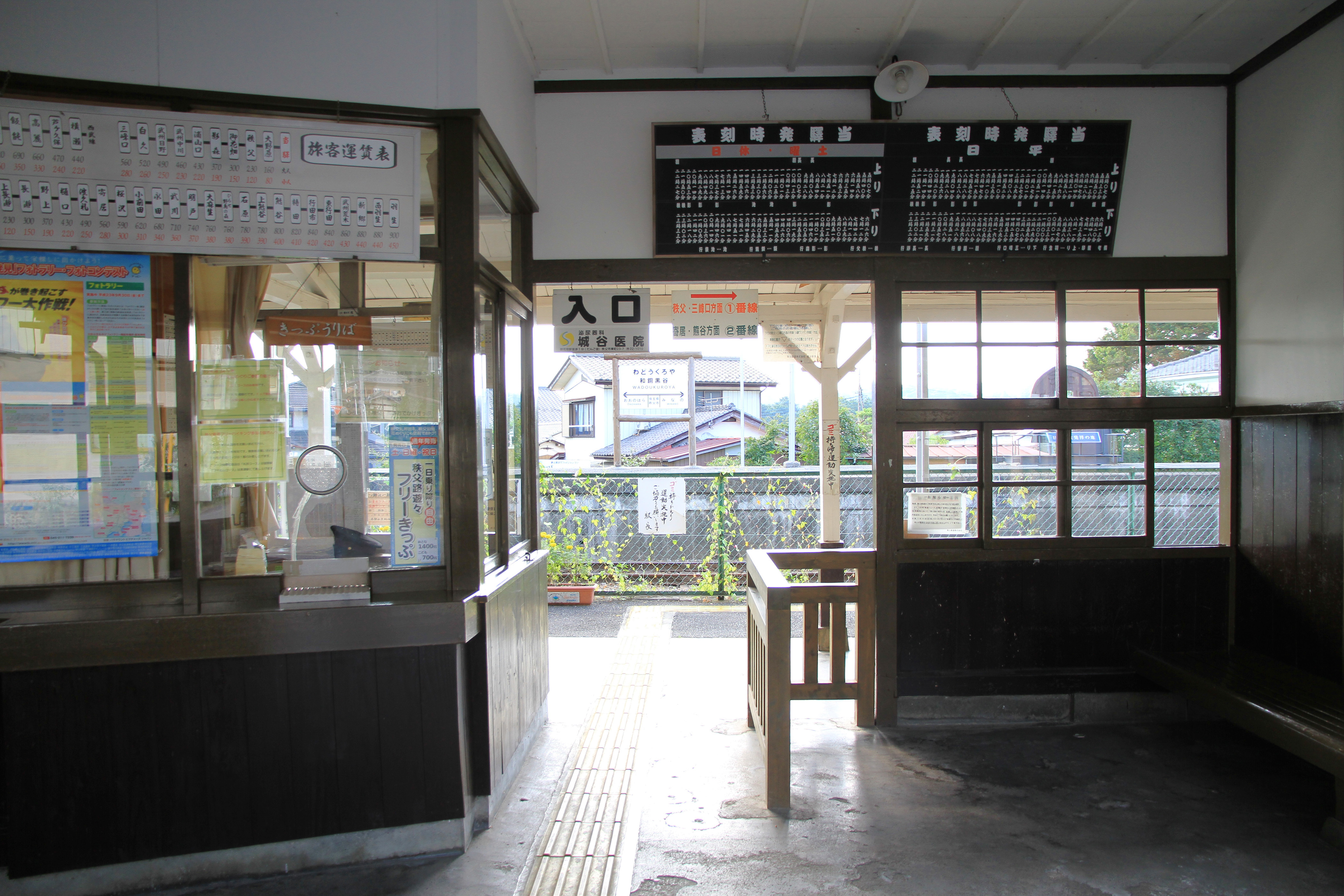
개찰구

## 인접역
| 지치부 철도 ■ 지치부 본선 | 지치부 철도 ■ 지치부 본선 | 지치부 철도 ■ 지치부 본선 |
| ------------------------- | ------------------------- | ------------------------- |
| 와도쿠로야 하뉴 방면      | 보통                      | 지치부 미쓰미네구치 방면  |